# Petromyscus collinus
Petromyscus collinus là một loài động vật có vú trong họ Nesomyidae, bộ Gặm nhấm. Loài này được Thomas & Hinton mô tả năm 1925.